# پتره سیاپورا
پتره سیاپورا (انگلیسی: Petre Ceapura; ۱۲ july ۱۹۴۲ (۸۲ سال) – ) قایقران روئینگ اهل رومانی بود.
وی در مسابقات کشوری و بین‌المللی در مجموع برندهٔ ۱ مدال طلا، ۴ مدال برنز شده‌است.